# 望田緋鞠
望田緋鞠（日语：／ Mochida Himari，1993年8月7日—），日本女性配音員。出身於東京都。81 Produce所屬（2015年4月1日加入）。舊藝名永田 優美（ながた ゆみ），2017年7月1日改用現在藝名。

## 來歷
AMUSEMENT MEDIA綜合學院畢業。第7屆81Audition特別獎、文化放送獎、小學館獎得主。

## 人物
因看過《HUNTER×HUNTER》知道有聲優這項職業，但認為自己的聲音正常而無法成為聲優。
喜歡的角色：卡比。興趣、特長：跳舞、羽球、吹奏小號、製作髮型。

## 演出作品
※粗體字表示說明飾演的主要角色。

### 電視動畫
2015年
- 偵探小隊KZ事件簿（女孩子）
- 星光樂園 第2期（女孩子）

2017年
- 不起眼女主角培育法♭（女性工作人員）
- 見習神仙 秘密的心靈（夏帆的母親）
- 側車搭檔（女子A、駕駛者A）

2018年
- 搖曳露營△（和菓子屋店員）
- 棒球大聯盟2nd（谷川老鷹選手A）
- KIRA KIRA HAPPY★ 打開吧！見習神仙精靈（三橋梢、吉川鈴奈）
- 梅露可物语 -無精打采的少年與瓶中少女-（小孩）

2019年
- 名偵探柯南（瀨田光男）
- 星光頻道（女孩子）
- 輝夜姬想讓人告白～天才們的戀愛頭腦戰～（女學生）
- MIX（女子B）
- 一拳超人 第2期（女子B）
- 美妙射擊部（學生）

2020年
- 籃球少年王（女學生）
- 神推偶像登上武道館我就死而無憾（繪里飄的表弟）
- 異種族風俗娘評鑑指南（庫拉馮小姐）
- 夢夢貓（網球機器人）
- 輝夜姬想讓人告白？～天才們的戀愛頭腦戰～（御子的同級生）
- 噴嚏大魔王2020（阿姨）
- 炎炎消防隊 貳之章（女學生）
- 請問您今天要來點兔子嗎？ BLOOM（女客人）

2021年
- 堀與宮村（女高中生）
- 異世界魔王與召喚少女的奴隸魔術Ω（彼得）
- BLUE REFLECTION RAY/澪（女高中生）
- IDOLiSH7 Third BEAT!（女高中生B）
- VISUAL PRISON 視覺監獄（粉絲）

2023年
- HIGH CARD 至高之牌（安迪）
- 偶像大師 灰姑娘女孩 U149（製作人的姐姐的孩子）
- THE MARGINAL SERVICE（少年們）
- World Dai Star（劇團員B）
- 白聖女與黑牧師（街人）
- 戰鬥陀螺 X（鶴）
- 靠著魔法藥水在異世界活下去！（瑪麗涅）

2024年
- 戰鬥陀螺 X（小孩）
- 我內心的糟糕念頭 第2期（琉）
- 夜晚的水母不會游泳（採訪主持人）

### 網路動畫
2019年
- 齊木楠雄的災難 再啟動篇（艾莉雅、女學生A）

### 遊戲
2014年
- KRITIKA（ユキア）

2015年
- 俺塔 -Over Legend Endless Tower-（日语：俺タワー -Over Legend Endless Tower-）（小型）
- 問答RPG 魔法使與黑貓維茲（メリエル·エクリプス）
- 新約Arcana Slayer（[8]）
- 魔女異聞錄：伊絲塔利亞傳說（兩面宿儺[9]、酩酊的兔神、萬聖節的聖女路易絲、春櫻的天使）

2016年
- （鎌田美沙[10]）
- Chronos Blade（魔性莉莉絲、卡蜜拉）
- 幻獸姬（[11]）
- 白貓網球（日语：白猫テニス）
- 數亂digit（日语：数乱digit）（女學生、保健室老師 等）
- 星海遊俠：回憶（日语：スターオーシャン:アナムネシス）（克雷勒）
- 戰國姬譚MURAMASA -雅-（日语：戦国姫譚MURAMASA-雅-）（北條氏綱、本田忠勝、索鐵羅）
- LINE 潛空之復國記（プチファイクル）

2017年
- 青空Under Girls！（日语：青空アンダーガールズ!）（望月愛美[12]）
- SVENTH DARK（安娜[13]）
- Battleship Girl -鋼鐵少女-（柯尼斯堡、諾夫哥羅德、螢火蟲）

2018年
- 必勝手牌（戰之女神米斯特、斯庫爾德）

2019年
- 怪物彈珠（格林兄弟〈雅各布〉）

2020年
- 最終幻想VII 重製版（莎拉）

2025年
- 無期迷途（無患子）

### 廣播劇CD
2014年
- 第四十五個故事 第五卷（女、千春）

2016年
- JOKER GAME 警視廳D課搜査檔案（奇拉拉）
- JOKER GAME 去吧！2年D組佐久間老師（的來電聲）

2017年
- （日比谷[14]）
- 琥珀色的霓虹燈（女孩子）

2018年
- 山田與少年（芽衣子[15]）
- THE IDOLM@STER THE@TER BOOST 01（日语：THE IDOLM@STER THE@TER ACTIVITIES#THE@TER BOOST 01）（學生2）
- （女學生）

### 外語配音
※除了表格的作品之外，依英文名稱及英文原名排序。

#### 電影／電視影集
| 作品年份 | 作品名稱           | 配演角色     | 演員             | 媒介         |
| -------- | ------------------ | ------------ | ---------------- | ------------ |
| 2012     | 愛正好             | 費歐娜       | 蘿絲·萊斯莉      | DVD版本      |
| 2015     | 第七軍團：最後戰役 | 艾咪         | 安娜·林哈托瓦    | DVD版本      |
| 2016     | 現代感染           | 梅根·湯瑪士  | 丹妮爾·羅斯·羅素 | DVD版本      |
| 2016     | 真愛有夠殺         | 茱莉亞       | 溫蒂·麥寇姆      | DVD版本      |
| 2016     | 妙女神探 (第7季)   | 少女、秘書   | －               | WOWOW版      |
| 2016     | 北極星旅舍         | 丹妮爾       | 博森·萊特        | 迪士尼頻道版 |
| 2017     | 雙峰               | 少女         | －               | WOWOW版      |
| 2017     | 靈蝕               | 露西亞       | 布魯娜·岡扎雷茲  | DVD版本      |
| 2018     | 胡桃鉗與奇幻四國   | 波奇尼拉舞者 | －               | BD&DVD版本   |

#### 動畫
- ½的魔法（副教練1[16]）
- 天兵公園（男孩子）
- 湯姆貓與傑利鼠
- 玩具總動員4（杯子蛋糕玩具[17]）
- 熊熊遇見你（女孩子、男孩子 等）

### 電視節目
- 我們的夏祭+Fresh夏祭隊（AT-X，露面出演）
- 趣味心跳！（女性人偶）
- 日本！歷史鑑定（日语：にっぽん!歴史鑑定）（阿市、森蘭丸、茶茶）

### 網路電視
- S4頻道（niconico直播，助理主持人）

### 旁白
- MARUKA食品（日语：まるか食品） （廣告旁白）
- 星光頻道 萌妙新季徹底介紹SP（2019年3月24日，東京電視台）

### 廣播節目
※記號表示說明網路廣播。
- 優美、祐太的率直電台（2013年－2014年，文化放送、超！A&G+）※

### 其它活動
- 有聲動畫 想欠片（年輕主婦、女性）
- NHK 旺旺與來玩吧秀（主持人）
- （唱歌大姐姐）
- Chronos Blade 宣傳動畫（露面出演）
- 有書書 研憂鬱事件簿[18]

## 音樂作品

### 角色歌曲
| 發行日期 | 標題        | 名義            | 曲名                       | 商業搭配                          |
| 2019年   | 2019年      | 2019年          | 2019年                     | 2019年                            |
| -------- | ----------- | --------------- | -------------------------- | --------------------------------- |
| 8月29日  | STAR☆TING！ | 青空Under Girls | 「STAR☆TING！」 「」       | 遊戲《青空Under Girls！》相關歌曲 |
| 8月29日  | STAR☆TING！ | Twinkle☆Star    | 「」 「明日行方」 「未待」 | 遊戲《青空Under Girls！》相關歌曲 |

## 腳註

## 外部連結
- 81 Produce公式官網的聲優簡介 （页面存档备份，存于） （日語）
- 望田緋鞠的X（前Twitter） （日語）